# لمياء الفاروقي
لمياء الفاروقي (اسم الولادة: لويس راشيل إبسن، 25 يوليو 1926 - 27 مايو 1986) هي باحثة أمريكية وخبيرة في الفن والموسيقى الإسلامية. قدمت مساهمات في مجال علم الموسيقى العرقية، وخاصة في دراسة الثقافة الموسيقية الإسلامية، وشاركت في تأليف كتاب الأطلس الثقافي للإسلام مع زوجها إسماعيل الفاروقي.

## الحياة المبكرة والتعليم
ولدت لويس لمياء الفاروقي عام 1927 في بلنتيوود، مونتانا، لوالديها فريد إبسن وراشيل إبسن (ني فلاتن)، اللذين كانا مهاجرين من الدنمارك والنرويجية على التوالي. تخرجت من جامعة مونتانا في عام 1948 بدرجة في الموسيقى، حيث درست العزف على البيانو. ثم التحقت بجامعة إنديانا، وحصلت على درجة الماجستير في الموسيقى في عام 1949. وفي هذه الفترة تعرفت وتزوجت من إسماعيل راجي الفاروقي. قامت بالتدريس في جامعة بتلر لمدة ثلاث سنوات قبل التركيز على الدراسات الإسلامية. واصلت تعليمها في جامعة ماكجيل وحصلت لاحقًا على درجة الدكتوراه في العلوم الإنسانية من جامعة سيراكيوز بأطروحة بعنوان طبيعة الفن الموسيقي في الثقافة الإسلامية: دراسة نظرية وتجريبية للموسيقى العربية.

## المساهمات المهنية والأكاديمية
شغلت لويس لمياء الفاروقي منصب أستاذة مساعدة في جامعة تيمبل وجامعة فيلانوفا منذ عام 1977 فصاعدًا. شاركت بشكل نشط في جمعية الإثنوموسيقى، حيث خدمت في لجان مختلفة، بما في ذلك منصب الرئيس ورئيس برنامج فرع منطقة وسط المحيط الأطلسي.

### مجالات الخبرة
ركز لويس لمياء الفاروقي على الثقافة الموسيقية الإسلامية. وتضمنت أبحاثها مواضيع مثل الموسيقى العربية، ودور الموسيقى في الثقافة الإسلامية، والعلاقة بين الموسيقى والممارسات الدينية.

### المنشورات الرئيسية
ألفت العديد من الأعمال، بما في ذلك كتاب "الأطلس الثقافي للإسلام"، الذي شاركت في تأليفه مع زوجها إسماعيل راجي الفاروقي، ونشرته دار ماكميلان بعد وفاتها. يعد هذا الكتاب مصدرًا شاملًا للجوانب الثقافية والتاريخية للإسلام، بما في ذلك تعبيراته الفنية.

### المساهمات العلمية
تشمل المساهمات العلمية للويس لمياء الفاروقي العديد من المقالات والأوراق البحثية التي تستكشف جوانب مختلفة من الموسيقى والفن والثقافة الإسلامية. قدمت أطروحتها للدكتوراه، "طبيعة الفن الموسيقي في الثقافة الإسلامية: دراسة نظرية وتجريبية للموسيقى العربية"، تحليلاً للموسيقى العربية، يجمع بين وجهات النظر النظرية والبحث التجريبي.
ركزت على صياغة منظور إسلامي للموسيقى ودراسة الممارسات الموسيقية الإسلامية. وتشمل مساهماتها في هذا المجال معجم المصطلحات الموسيقية العربية الموضح، وهو مصدر للباحثين الذين يدرسون الموسيقى العربية، والعديد من المقالات حول دور الموسيقى في المجتمعات الإسلامية.

### الأنشطة المهنية
كانت لويس لمياء الفاروقي عضوًا فعالًا في جمعية الإثنوموسيقى، حيث خدمت في لجان مختلفة، بما في ذلك منصب الرئيس ورئيس برنامج فرع منطقة المحيط الأطلسي الوسطى. لقد عملت على تعزيز الموسيقى العرقية في العالم الإسلامي ومثلت تلك الدائرة أمام المجتمع الأوسع.

### أدوار إضافية

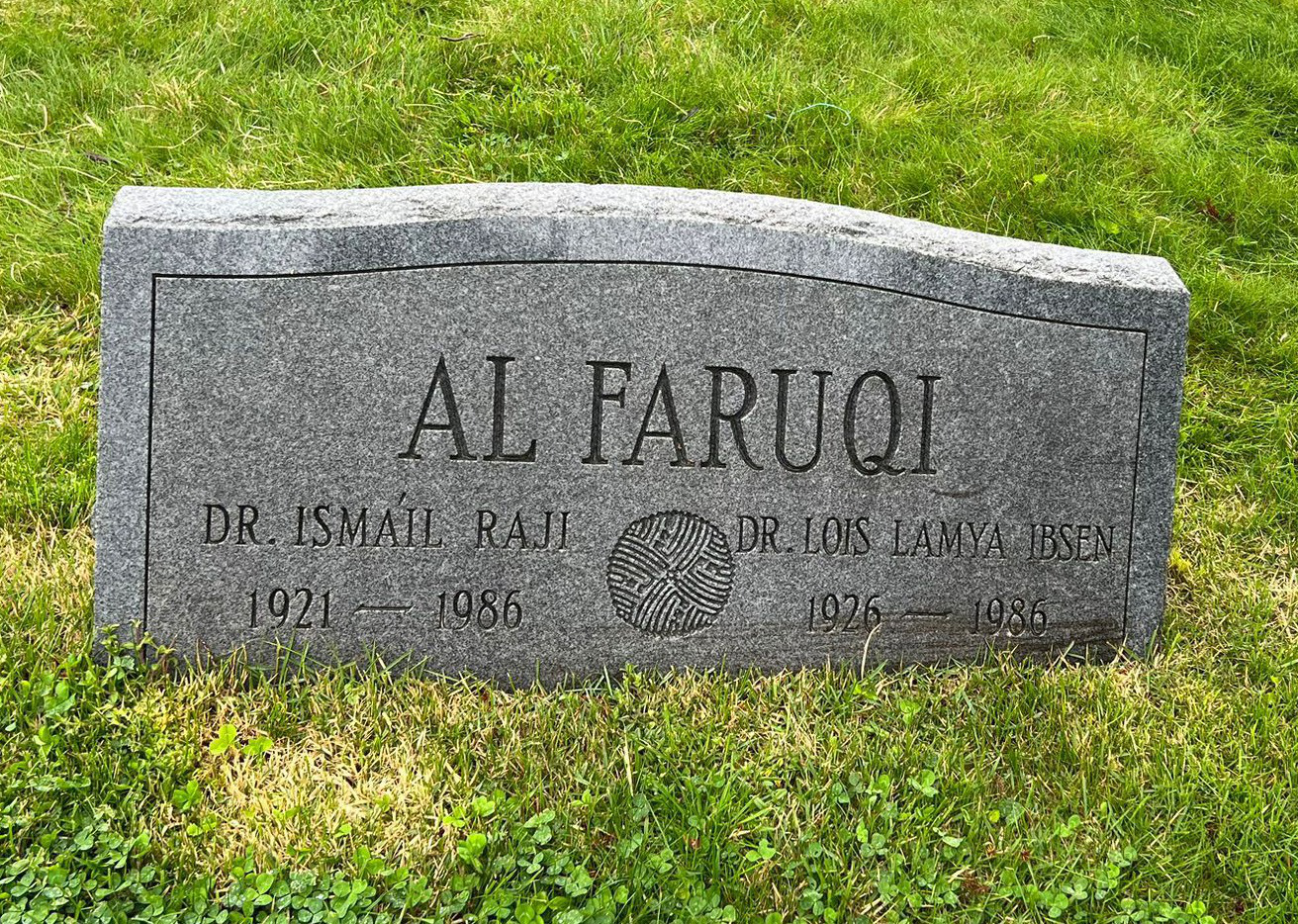
قبر مشترك للويس لمياء الفاروقي وزوجها

بالإضافة إلى عملها الأكاديمي، شاركت لويس لمياء الفاروقي في أنشطة مهنية مختلفة، بما في ذلك إلقاء المحاضرات وتنظيم المؤتمرات والمعارض، والمشاركة في العديد من المنظمات. كانت عضوًا في مجلس إدارة مؤسسة الفنون الإسلامية وعضوًا في مجموعة عمل اليونسكو لإعداد تاريخ علمي وثقافي عالمي للبشرية. ترأست مجموعة الفنون والأدب في جمعية علماء الاجتماع المسلمين من عام 1975 حتى وفاتها عام 1986.

## موت
في 27 مايو 1986، قُتلت لويس لمياء الفاروقي وزوجها في منزلهما في وينكوت، بنسلفانيا. كانت الدوافع وراء جرائم القتل موضوعًا لنظريات مختلفة، بما في ذلك عملية سطو فاشلة واغتيال بدوافع سياسية.

## فهرس

### الكتب
- An Annotated Glossary of Arabic Musical Terms (بالإنجليزية). Westport, CT: Greenwood Press. 1981.
- The Cultural Atlas of Islam (بالإنجليزية). NY: Macmillan. 1986.
- Women, Muslim Society, and Islam (بالإنجليزية). IL: American Trust Publications. 2002.

### أطروحة
- The Nature of the Musical Art of Islamic Culture: A Theoretical and Empirical Study of Arabian Music (Ph.D. dissertation thesis) (بالإنجليزية). Syracuse University. 1974.

### المقالات
- "Ancient Arab Religion". Islamic Literature (بالإنجليزية): 391–411. Jul 1969.
- Bardwell Smith, ed. (1971). The Relevance of Religion in a Study of Indian Ragamala Paintings (بالإنجليزية). Chambersburg, PA: American Academy of Religion. pp. 83–104.
- "Women's Rights and the Muslim Woman". Islam and the Modern Age (بالإنجليزية). 3 (2): 76–99. 1973.
- Al Faruqi, Lois Ibsen (1975). "Muwashshah: A Vocal Form in Islamic Culture". Ethnomusicology (بالإنجليزية). 19 (1): 1–29. DOI:10.2307/849744. JSTOR:849744.
- "The Aisled Hall and the Domed Chamber: Their Use in Islamic Culture". Islamic Culture (بالإنجليزية). 50 (3): 155–167. 1976.
- "Dances of the Muslim Peoples". Dance Scope (بالإنجليزية). 11 (1): 43–51. 1976–77.
- Development and the Islamic Arts (بالإنجليزية). Plainfield, IN: A.M.S.S. 1977. pp. 27–35.
- "The Aesthetics of Islamic Art: Afterwords". Journal of Aesthetics and Art Criticism (بالإنجليزية). 35 (3): 353–355. 1977. DOI:10.2307/430294. JSTOR:430294.
- Al Faruqi, Lois Ibsen (1978). "Accentuation in Qur'anic Chant: A Study in Musical Tawazun". Yearbook of the International Folk Music Council (بالإنجليزية). 10: 53–68. DOI:10.2307/767347. JSTOR:767347.
- "Al Muwashshah: Al Janib al Sawt fil al Thaqafah al Islamiyyah". Al-Kitharah. Baghdad ع. 52: 9–15, 54: 12–21. 1978.
- "An Extended Family Model from Islamic Culture". Journal of Comparative Family Studies (بالإنجليزية). 9 (2): 243–256. 1978.
- "Dance as an Aesthetic Expression in Islamic Culture". Dance Research Journal (بالإنجليزية). 10 (2): 6–13. 1978. DOI:10.2307/1477998. JSTOR:1477998.
- "Ornamentation in Arabian Improvisational Music: A Study of Interrelatedness in the Arts". The World of Music (بالإنجليزية). 20 (1): 17–32. 1978.
- Tartil al-Quran al-Karim (بالإنجليزية). Leicester, UK: The Islamic Foundation. 1979. pp. 105–119.
- Nadia Chilkovsky Nahumck, ed. (1979). Dances of the Muslim People (بالإنجليزية). New York: American Dance Guild, Inc. pp. 159–160.
- "Islamic Influences". Twelfth Congress report of the American Musicological Society (بالإنجليزية). New Haven, CT: A.M.S. 1980. pp. 11–13.
- "The Status of Music in Muslim Nations: Evidence from the Arab World". Asian Music (بالإنجليزية). 12 (1): 56–84. 1981.
- Al Ghazali on Sama' (بالإنجليزية). Herndon, VA: International Institute of Islamic Thought. 1982. pp. 43–50.
- Artistic Acculturation and Diffusion among Muslims of the United States (بالإنجليزية). Herndon, VA: International Institute of Islamic Thought. 1982. pp. 85–100.
- Henry O. Thompson, ed. (1982). God in Visual Aesthetic Expression: A Comparative Study in Transcendence Symbolization (بالإنجليزية). New York: The Rose of Sharon Press. pp. 234–266.
- Islam and Aesthetic Expression (بالإنجليزية). London: Longman, Islamic Council of Europe. 1982. pp. 191–212.
- "Islamization through Art: Implications for Education". Islamic Culture (بالإنجليزية). 56 (1): 21–35. 1982.
- Muslim Women in Changing Environments (بالإنجليزية). New York: The International Cultural Foundation Press. Vol. 2. 1982. pp. 797–801.
- "The Shari'ah on Music and Musicians". Islamic Thought and Culture (بالإنجليزية). Herndon, VA: International Institute of Islamic Thought. 1982. pp. 27–52.
- "Wadl' al Musiqa fi al'Alam al Muslim". Al Muslim al Mu'asir. ج. 8 ع. 29: 107–131. 1982.
- Al Fann al Islami. London: n.p. 1983.
- Jalal Uddin Ahmed, ed. (1983). Islamic Art or Muslim Art? (بالإنجليزية). London: Islamic Arts Foundation.
- Islamic Music (بالإنجليزية). New York: Funk and Wagnall. Vol. 14. 1983. pp. 286–288.
- H. Wiley Hitchcock, Stanley Sadie, ed. (1983). Islamic Music, American (بالإنجليزية). New York: Macmillan. Vol. 2. pp. 501–502.
- Nazarah al Islamiyyah Ila al Ramziyyah fi al Funun: Ara'Jadidah fi Fann al Taswir. London: N.p. 1983.
- John Richard Hayes, ed. (1983). The Andalusian Tradition (بالإنجليزية) (2nd ed.). Cambridge, MA: The MIT Press. pp. 144–145.
- John Richard Hayes, ed. (1983). The Golden Age of Arab Music (بالإنجليزية) (2nd ed.). Cambridge, MA: The MIT Press. p. 142.
- Joyce Irwin, ed. (1983). What Makes 'Religious Music' Religious?. JAAR Thematic Studies (بالإنجليزية). Chico, CA: Scholar's Press. Vol. 50. pp. 21–34.
- "Factors of Continuity in the Musical Cultures of the Muslim World". Progress Reports in Ethnomusicology (بالإنجليزية). 1 (2): 1–18. 1983–84.
- Diane Apostolos-Cappadona, ed. (1984). An Islamic Perspective on Symbolism in the Arts: New Thoughts on Figural Representation (بالإنجليزية). New York: The Crossroad Publishing Company. pp. 164–178.
- Yvonne Haddad; Byron Haines; Ellison Findly, eds. (1984). Unity and Variety in the Music of Islamic Culture (بالإنجليزية). Syracuse, NY: Syracuse University Press. pp. 175–194.
- "The Suite in Islamic History and Culture". The World of Music (بالإنجليزية). 27 (3): 46–64. 1985.
- "Ibn Sina's Contribution in the Field of Music Theory". Proceedings of the Symposium on Ibn Sina (Avicenna) (بالإنجليزية). Kuala Lumpur: University of Malaya. 1986.
- Al Faruqi, Lois Lamya' (1986). "Islamization Through the Sound Arts". The American Journal of Islamic Social Sciences (بالإنجليزية). 3 (2): 171–180. DOI:10.35632/ajis.v3i2.2892. Archived from the original on 2024-11-30.
- Al Faruqi, Lois Ibsen (1988). "The Cantillation of the Qur'an". Asian Music (بالإنجليزية). 19 (1): 2–25. DOI:10.2307/833761. JSTOR:833761. Archived from the original on 2025-04-30.
- "The Sleeping Rabbit Lost the Race". North Star (بالإنجليزية). 1 (1): 3–6. n.d.
- "Women In a Quranic Society" (بالإنجليزية). Archived from the original on 2004-11-26. Retrieved 2024-11-11.
- "Islamic Traditions & The Feminist Movement: Confrontation or Co-operation?" (بالإنجليزية). Archived from the original on 2004-12-04. Retrieved 2024-11-11.